# Creugas lisei
Creugas lisei är en spindelart som beskrevs av Alexandre B. Bonaldo 2000. Creugas lisei ingår i släktet Creugas och familjen flinkspindlar. Inga underarter finns listade i Catalogue of Life.